# 駐日シンガポール大使館
駐日シンガポール大使館（英語: Embassy of Singapore in Japan、マレー語: Kedutaan Besar Singapura di Jepun / Kedutaan Singapura di Jepun、簡体字中国語: 新加坡驻日本大使馆）は、シンガポールが日本の首都東京に設置している大使館である。在東京シンガポール大使館（英語: Embassy of Singapore in Tokyo、マレー語: Kedutaan Besar Singapura di Tokyo / Kedutaan Singapura di Tokyo、簡体字中国語: 新加坡驻东京大使馆）とも。

## 沿革
1965年8月9日、日本がシンガポールを国家承認。1966年4月26日に日本とシンガポールの間で外交関係が樹立された後、東京の帝国ホテル別館に大使館が開設された。
1968年、30階建ての超高層ビル霞が関ビルディングに大使館が移転。1973年、シンガポール政府は港区六本木に大使館用地として新たに土地を購入した。
建築家の岡田新一の設計によって大使公邸や大使館員住居を含む大使館複合施設の建設が始まり、1978年に竣工した。また、この大使館複合施設には造園家の稲田純一が設計した日本庭園が併設されている。

## 所在地
| 日本語 | 〒106-0032 東京都港区六本木5-12-3           |
| 英語   | 5-12-3, Roppongi, Minato-ku, Tokyo 106-0032 |

## 歴代の特命全権大使
- 2020年2月12日～ - ピーター・タン・ハイ・チュアン（中国語版）（陳海泉）[6]
- 2023年9月25日～ - オン・エンチュアン[7]

## 不祥事
未成年男性に対する盗撮
2024年5月２日、参事官の男性（当時55歳）が外交官として在任中の2月、東京都港区の銭湯で男子中学生を盗撮した疑いがあることが2日、捜査関係者への取材で判明した。警視庁は児童買春・ポルノ禁止法違反（製造）や性的姿態撮影処罰法違反（撮影）の容疑を視野に捜査していたが、シンガポール大使館は「4月12日付で任を終えて帰国した」と説明した。本件は在外公館が破廉恥罪
に対してウィーン条約に基づく外交特権を行使し外交官の刑事訴追を回避しようとした、外交プロトコル上極めて特異な事例であり、日本大学の末冨芳教授は「日本国民の安全確保のためにも犯罪者外交官の氏名・顔写真を公表すべき」と声明を表した。ちなみにシンガポール共和国は児童の権利に関する条約批准国である。